# Semantic Copyright
Semantic Copyright es un sistema tecnológico que proporciona información semántica de los derechos de propiedad intelectual de obras en formato digital, a las que identifica por su propia morfología.
El proyecto arrancó en mayo de 2009 tras su presentación en la conferencia Role of Copyright Registries en Global Digital Networks y su primera versión fue publicada y liberados sus derechos de uso e implementación en marzo de 2011. Su desarrollo ha sido realizado por el registro de propiedad intelectual Safe Creative, el departamento de Inteligencia Artificial de la Universidad Politécnica de Madrid y Dialnet, con el apoyo Ministerio de Industria, Turismo y Comercio de España.

## Características

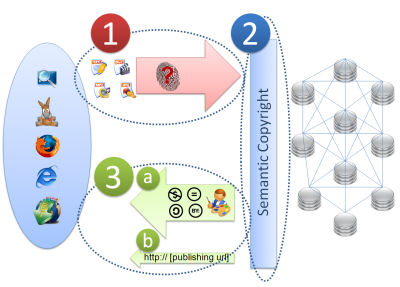
Subsistemas del marco tecnológico Semantic Copyright

Proporciona un marco basado en información semántica, que permite a los sistemas telemáticos consultar de forma automatizada derechos de propiedad intelectual de los ficheros que transmiten con contenidos como textos, imágenes, música, vídeo, programas de ordenador, etc.
Los tres subsistemas que componen el marco tecnológico que comprende Semantic Copyright son:
1. Identificación de la obra. El sistema externo interroga a través de cualquier nodo adscrito a Semantic Copyright sobre los derechos de autor de una obra. La identificación se basa en el análisis de la propia morfología del fichero digital que contiene la obra, y no es necesario que el mismo incluya metadatos o sistemas de etiquetado. La versión 1.0 emplea para el reconocimiento morfológico de ficheros huellas digitales: MD5, MD4 y las de la familia Secure Hash Algorithm.
2. Consulta. El sistema externo puede dirigir la consulta a cualquier nodo que emplee el modelo Semantic Copyright.
3. Respuesta. La respuesta semántica sobre los derechos de propiedad intelectual está formada por dos componentes:
  1. Respuesta breve con la información fundamental de los derechos de la obra: Nombre del autor y características básicas de los permisos o limitaciones para uso y difusión de la obra. Esta información permite al sistema arbitrar decisiones automatizadas sobre la distribución o no de la misma.
  2. Dirección web en la que se incluye información semántica detallada con una ontología específica para el dominio del tipo de obra (literaria, técnica, música, vídeo, etc.)